# Sojuz T-2
Sojuz T-2 è la denominazione di una missione della navicella spaziale Sojuz T verso la stazione spaziale sovietica Saljut 6 (DOS 5). Si trattò del trentaseiesimo volo equipaggiato di questo velivolo spaziale (la prima missione equipaggiata di questo tipo di capsula), del cinquantottesimo volo nell'ambito del programma Sojuz sovietico nonché del tredicesimo volo equipaggiato verso la predetta stazione spaziale  (l'undicesimo equipaggiato - a causa degli insuccessi della Sojuz 25 e Sojuz 33 - che riuscì effettivamente a svolgere la manovra di aggancio).

## Equipaggio

### Equipaggio principale
| Ruolo             | Equipaggio                          | Equipaggio                          |
| ----------------- | ----------------------------------- | ----------------------------------- |
| Comandante        | Jurij Malyšev, GCTC Primo volo      | Jurij Malyšev, GCTC Primo volo      |
| Ingegnere di volo | Vladimir Aksënov, NPOE Secondo volo | Vladimir Aksënov, NPOE Secondo volo |

### Equipaggio di riserva
| Ruolo             | Equipaggio         | Equipaggio         |
| ----------------- | ------------------ | ------------------ |
| Comandante        | Leonid Kizim, GCTC | Leonid Kizim, GCTC |
| Ingegnere di volo | Oleg Makarov, NPOE | Oleg Makarov, NPOE |

## Missione
La missione Sojuz T-2 fu il primo collaudo equipaggiato del nuovo tipo di velivolo spaziale del programma Sojuz. In precedenza furono eseguite sei missioni di collaudo prive di equipaggio: le missioni Cosmos 670, Cosmos 772, Cosmos 869, Cosmos 1001, Cosmos 1074 e la Sojuz T-1. Queste avevano contribuito in maniera decisiva al perfezionamento del nuovo tipo di velivolo spaziale. Ciò nonostante venne ancora considerato molto critico il passaggio verso un pilotaggio digitale, guidato tramite computer, di tutti i tipi di manovre orbitali, in particolar modo della manovra di aggancio alla stazione spaziale stessa. Pertanto l'equipaggio non si fidò di questo sistema computerizzato chiamato Argon e svolse la manovra di aggancio pilotando la capsula manualmente. In precedenza infatti il predetto sistema computerizzato aveva indicato delle deviazioni dalla traiettoria di volo. L'aggancio riuscì e l'equipaggio poté soggiornare a bordo della Saljut 6 per poco più di tre giorni, formando così il 6 equipaggio ospite della stazione spaziale stessa. Pertanto questa missione viene pure catalogata sotto la denominazione di Saljut 6 EP-6 (in russo экспедиция посещения-6 - equipaggio ospite 6).

## Ulteriori dati di volo
I parametri sopra elencati indicato i dati pubblicati immediatamente dopo il termine della fase di lancio. Le continue variazioni ed i cambi di traiettoria d'orbita sono dovute alle manovre di aggancio. Pertanto eventuali altre indicazioni risultanti da fonti diverse sono probabili ed attendibili in considerazione di quanto descritto.